# Villalba de la Loma
Villalba de la Loma község Spanyolországban, Valladolid tartományban. Villalba de la Loma Saelices de Mayorga, Vega de Ruiponce, Cabezón de Valderaduey, Villagómez la Nueva, Castroponce és Mayorga községekkel határos. Lakosainak száma 58 fő (2024).

## Népesség
A település népessége az utóbbi években az alábbiak szerint változott:
| Lakosok száma | 45   | 46   | 48   | 54   | 60   | 62   | 54   | 55   | 59   | 58   |
|               | 2001 | 2004 | 2007 | 2009 | 2012 | 2014 | 2017 | 2019 | 2022 | 2024 |